# Maxïmo Park
Maxïmo Park é uma banda britânica de indie rock formada em 2003. A banda foi responsável pela revitalização do pós-punk da Inglaterra durante a década de 2000.

## História
A banda foi formada em Newcastle upon Tyne em abril de 2003. Seu nome foi adaptado do Maximo Gomez Park, um ponto de encontro em Havana de cubanos revolucionários. Inicialmente, não possuíam um vocalista. Após cogitarem o término da banda - o guitarrista Duncan Lloyd e o baixista Archis Tiku não queriam cantar -, decidiram encontrar alguém para guiar o grupo no palco e nas composições. O cantor Paul Smith foi descoberto por uma então namorada do baterista Tom English em um pub enquanto cantava "Superstition", de Stevie Wonder. Após reunir-se com Paul, começaram a escrever as primeiras canções.
Após alguns concertos em sua região, assinaram contrato com a Warp Records. Em 2005 estrearam com o álbum A Certain Trigger, que teve bastante sucesso no Reino Unido, e cujo som foi divulgado em turnês de suporte para bandas como Kaiser Chiefs no NME Rock & Roll Riot Tour.
Em agosto de 2006 a banda anunciou que estaria trabalhando em seu segundo trabalho: Our Earthly Pleasures foi lançado no dia 2 de abril de 2007, duas semanas após o lançamento de seu primeiro single, "Our Velocity". Duncan Lloyd, guitarrista do grupo, lançou seu álbum solo em outubro de 2008, chamado Seeing Double.
O álbum mais recente, Quicken The Heart, foi lançado no dia 11 de maio de 2009 e pode ser adquirido no site oficial da banda, que ainda disponibilizou sua faixa de abertura, "Wraithlike", para download gratuito. Em 25 de junho de 2009, o Maxïmo Park abriu, pela primeira vez, o Glastonbury Festival.

## Integrantes
- Paul Smith – vocal
- Duncan Lloyd – guitarra
- Archis Tiku – baixo
- Tom English – bateria
- Lucas Wooler – teclado

## Discografia

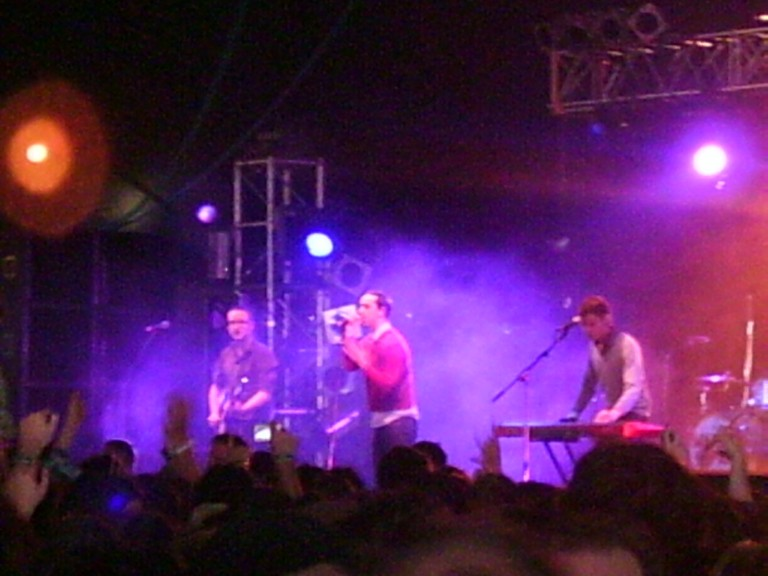
Leeds Festival, Inglaterra, 2005

### Álbuns
- A Certain Trigger (2005)
- Missing Songs (2006)
- Our Earthly Pleasure (2007)
- Quicken The Heart (2009)
- The National Health (2012)
- Too Much Information (2014)

### Compactos
- "The Coast is Always Changing" / "The Night I Lost My Head" (2004)
- "Apply Some Pressure" (21 de fevereiro de 2005)
- "Graffiti" (2 de maio de 2005)
- "Going Missing" (18 de julho de 2005)
- "Apply Some Pressure" (relançamento, 24 de outubro de 2005)
- "I Want You To Stay" (20 de fevereiro de 2006)
- "Our Velocity" (19 de março de 2007)
- "Books From Boxes" (11 de junho de 2007)
- "Girls Who Plays Guitars" (20 de agosto de 2007)
- "Karaoke Plays" (3 de dezembro de 2007)
- "The Kids Are Sick Again" (4 de maio de 2009)
- "Questing, Not Coasting" (13 de julho de 2009)

### DVDs
- "Found On Film" (5 de junho de 2006)
- "Monument (DVD Extra do álbum "Quicken The Heart" (11 de maio de 2009)

- Commons